# Sixfields Stadium
Sixfields Stadium è un impianto calcistico inglese di Northampton.
Ultimato nel 1994, conta 7653 posti ed è l'impianto interno del Northampton Town.